# Polygrammodes
Polygrammodes är ett släkte av fjärilar. Polygrammodes ingår i familjen Crambidae.

## Dottertaxa tillPolygrammodes, i alfabetisk ordning[1]
- Polygrammodes arpialis
- Polygrammodes atricosta
- Polygrammodes auropurpuralis
- Polygrammodes baeuscalis
- Polygrammodes basaralis
- Polygrammodes biangulalis
- Polygrammodes brunneivena
- Polygrammodes buckleyi
- Polygrammodes capitalis
- Polygrammodes cinctipedalis
- Polygrammodes circulalis
- Polygrammodes citrinalis
- Polygrammodes compositalis
- Polygrammodes croesus
- Polygrammodes cuneatalis
- Polygrammodes cyamon
- Polygrammodes delicata
- Polygrammodes distinctalis
- Polygrammodes dubialis
- Polygrammodes eaclealis
- Polygrammodes ectangulalis
- Polygrammodes elevata
- Polygrammodes elycesalis
- Polygrammodes ephremalis
- Polygrammodes eximia
- Polygrammodes faraonyalis
- Polygrammodes farinalis
- Polygrammodes fenestrata
- Polygrammodes flavescens
- Polygrammodes flavidalis
- Polygrammodes flavivenata
- Polygrammodes fruhstroferi
- Polygrammodes fuscilalis
- Polygrammodes fusinotalis
- Polygrammodes grandimacula
- Polygrammodes griseinotata
- Polygrammodes griveaudalis
- Polygrammodes grossalis
- Polygrammodes harlequinalis
- Polygrammodes hartigi
- Polygrammodes hercules
- Polygrammodes herminealis
- Polygrammodes hintzi
- Polygrammodes hirtaloidalis
- Polygrammodes histrionalis
- Polygrammodes humeralis
- Polygrammodes hyalescens
- Polygrammodes hyalodiscalis
- Polygrammodes hyalomaculata
- Polygrammodes hyalosticta
- Polygrammodes hypsalis
- Polygrammodes interpunctalis
- Polygrammodes jeannelalis
- Polygrammodes johnstoni
- Polygrammodes junctilinealis
- Polygrammodes klagesi
- Polygrammodes koepekei
- Polygrammodes lacoalis
- Polygrammodes lauei
- Polygrammodes ledereri
- Polygrammodes lichyi
- Polygrammodes limitalis
- Polygrammodes locoalis
- Polygrammodes maccalis
- Polygrammodes maculiferalis
- Polygrammodes melanopyga
- Polygrammodes mimetica
- Polygrammodes mineusalis
- Polygrammodes modestalis
- Polygrammodes moerulalis
- Polygrammodes naranja
- Polygrammodes nervosa
- Polygrammodes nigrifrons
- Polygrammodes nigrilinealis
- Polygrammodes nigropunctalis
- Polygrammodes nonagrialis
- Polygrammodes obfuscalis
- Polygrammodes obscuridiscalis
- Polygrammodes obsoletalis
- Polygrammodes obstructalis
- Polygrammodes ostrealis
- Polygrammodes oxydalis
- Polygrammodes pareaclealis
- Polygrammodes pectinicornalis
- Polygrammodes phaeocraspis
- Polygrammodes phyllophila
- Polygrammodes ponderalis
- Polygrammodes purpuralis
- Polygrammodes purpureorufalis
- Polygrammodes quatrilis
- Polygrammodes rufinalis
- Polygrammodes runicalis
- Polygrammodes sabelialis
- Polygrammodes sanguifrons
- Polygrammodes sanguiguttalis
- Polygrammodes sanguinalis
- Polygrammodes semirufa
- Polygrammodes senahuensis
- Polygrammodes septentrionalis
- Polygrammodes seyrigalis
- Polygrammodes spectabilis
- Polygrammodes supproximalis
- Polygrammodes supremalis
- Polygrammodes tessallalis
- Polygrammodes trifolialis
- Polygrammodes uniflexalis
- Polygrammodes zischkai